# Estación Marcos Freire
La Estación Marcos Freire es una de las estaciones del VLT de Recife, situada en Jaboatão dos Guararapes, entre la Estación Jorge Lins y la Estación Cajueiro Seco.
Fue inaugurada en 1999.